# Iglesia de Santa Catalina (Campolara)
La iglesia de Santa Catalina es una iglesia parroquial católica de la primera mitad del siglo XVII situada en la localidad burgalesa de Campolara (España). Está dedicada a Santa Catalina, patrona de la localidad.
Se trata de un templo de sillería de una sola nave, de planta basilical o de salón, con la cabecera cuadrangular. El retablo mayor es de estilo barroco churrigueresco, de 1732, y en el centro se encuentra la titular del templo.
Cuenta con una torre a los pies de la iglesia, de dos cuerpos. En el cuerpo superior se encuentra la tronera con las campanas.